# Carl With
Carl Johannes With (født 11. december 1877, død 16. juni 1923) var en dansk læge og araknolog med speciale i Pseudoscorpionida og mider. 
With tog 1901 skoleembedseksamen i naturhistorie og geografi og udgav i de følgende år en række dygtige arbejder over forskellige, navnlig tropiske Arachnider. Da udsigten til ad denne vej at skaffe sig en livsstilling dog ikke syntes ham stor, begyndte han at studere medicin, blev 1911 kandidat og var de følgende år ansat ved forskellige institutter. En lang række små, medicinske notitser publiceredes i det tidsrum; samtidig vedblev han dog at drive zoologiske studier og udgav 1915 et stort værk om småkrebs fra Ingolf-ekspeditionen. Om hans stadige interesse for naturhistorien vidner ligeledes den af ham og Svend Dahl udgivne pjece 
Vore naturhistoriske Museer og Biblioteker (1918).